# ایستگاه متروی شهران
ایستگاه متروی شهران یکی از ایستگاه‌های خط ۶ متروی تهران است که در جنوب محله شهران واقع شده و در ۱۸ مهر ماه ۱۴۰۲ به بهره‌برداری رسید.
همچنین این ایستگاه با خط ۹ متروی تهران که در حال مطالعه می‌باشد ایستگاه تقاطعی خواهد داشت.